# 23 pugnali per Cesare
23 pugnali per Cesare (Julius Caesar) è un film del 1970, diretto da Stuart Burge. È il secondo adattamento della tragedia di William Shakespeare Giulio Cesare, dopo la ben più celebre versione in bianco e nero del 1953.

## Trama
Film storico incentrato sugli avvenimenti che videro la morte di Giulio Cesare alle Idi di marzo nell'anno 44 a.C., come rappresentati nel Giulio Cesare di Shakespeare. Pensando al generale come un futuro dittatore, un gruppo di congiurati guidati da Marco Giunio Bruto e  Caio Cassio Longino attaccano Cesare, uccidendolo con colpi di pugnale (le 23 pugnalate).  Marco Antonio lo vendicherà. Il monologo finale riabiliterà Bruto.